# Karibische Meersau
Die Karibische Meersau (Oxynotus caribbaeus) ist eine Art der Schweinshaie  (Oxynotidae) innerhalb der Dornhaiartigen (Squaliformes). 

## Merkmale
Die Karibische Meersau erreicht eine Körperlänge von maximal über 50 Zentimetern. Sie hat wie alle Arten der Familie einen sehr hochrückigen Körper mit dreieckigem Querschnitt, so dass sich zwischen Brust- und Bauchflossen seitliche Kiele befinden. Die Färbung der Haie ist einheitlich grau bis braun und er besitzt ein Muster aus dunklen Bändern auf einem hellen Untergrund auf dem Körper sowie große und kleinere dunkle Flecken auf dem Kopf, dem Körper, dem Schwanz und den Flossen. Oberhalb der Brust- und der Bauchflossen sind diese Muster jeweils durch ein helles Band unterbrochen.
Die Schnauze ist kurz und abgestumpft. Die zwei Rückenflossen sind sehr hoch und segelartig mit dreieckiger Spitze und konkaver Rückseite; der Dorn vor der ersten Rückenflosse weist nach vorn. Eine Afterflosse fehlt. Vor den Kiemen befindet sich ein kleines und rundes Spritzloch.

## Verbreitung und Lebensraum

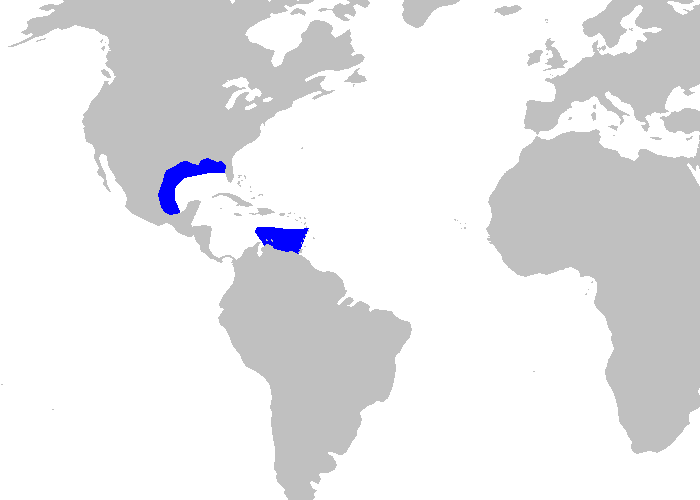
Verbreitungsgebiet der Karibischen Meersau.

Die Karibische Meersau ist im westlichen Atlantik  im Golf von Mexiko und vor der Küste Venezuelas nachgewiesen.
Der Hai lebt über dem Bereich des Kontinentalsockels und an den Kontinentalabhängen in Grundnähe in einer Tiefe von etwa 400 bis 450 Metern.

## Lebensweise
Über die Lebensweise dieser Art liegen keine Informationen vor. Wahrscheinlich ernährt sich der Hai von bodenlebenden Wirbellosen und kleineren Fischen. Die hochrückige Form stellt dabei eine Anpassung an die bodennahe Lebensweise der Haie dar.
Er ist wahrscheinlich wie andere Arten der Gattung lebendgebärend (ovovivipar), bildet jedoch keine Dottersack-Plazenta aus.

## Gefährdung und Schutz
Die Karibische Meersau wird nicht gezielt kommerziell befischt, kann jedoch wie andere Haie als Beifang in der Schleppnetzfischerei gefangen werden. Konkrete Fangdaten liegen zu dieser Art nicht vor. Aufgrund der nur wenigen vorliegenden Daten ist der Hai als „data deficient“ in der Roten Liste gefährdeter Arten der IUCN eingestuft.

## Belege
1. 1 2 3 4  Leonard Compagno, Marc Dando, Sarah Fowler: Sharks of the World. Princeton University Press, Princeton und Oxford 2005, ISBN 978-0-691-12072-0, S. 122–123.
2. 1 2 3  Oxynotus caribbaeus in der Roten Liste gefährdeter Arten der IUCN 2011. Eingestellt von: Leandro, L. (SSG South America Regional Workshop, June 2003), 2003. Abgerufen am 8. November 2011.
3. ↑  Prickly Dogfish, Oxynotus bruniensis (Ogilby, 1893) Australien Museum, aufgerufen am 20. März 2011. Dort bezogen auf Oxynotus bruniensis, aber direkt auf weitere Arten übertragbar.